# Mayurbhanj (Staat)
Mayurbhanj (Oriya ମୟୂରଭଞ୍ଜ) war ein Fürstenstaat Britisch-Indiens im heutigen Bundesstaat Odisha (früher Orissa). Mayurbhanj hatte 1901 eine Fläche von 10.989 km² und 610.000 Einwohner. Seine Hauptstadt war der Ort Baripada.
Der Legende nach wurde das Fürstentum von einem Verwandten des Rajas von Jaipur gegründet. Der erste Raja aus der Dynastie der Bhanja-Rajputen war Saveshwara Bhanj (1688–1711). Mayurbhanj stand bis 1803 unter der Oberhoheit der Marathen und war von 1829 bis 1947 britisches Protektorat. Raja Krishna Chandra Bhanj Deo (1868–1882) wurde 1877 zum Maharaja erhoben. 
Der Maharaja blieb der am 1. August 1947 gebildeten Eastern States Union, in der sich die meisten Fürstenstaaten Odishas und Chhattisgarhs zusammengeschlossen hatten, fern. Während die meisten Staaten Orissas am 1. Januar 1948 an Indien angegliedert wurden, blieb Mayurbhanj zunächst selbständig. Der Grund hierfür war der, dass Mayurbhanj im Gegensatz zu den anderen absolutistisch regierten Staaten über eine gewählte Volksvertretung verfügte. Am 17. Oktober 1948 unterschrieb der Maharaja jedoch auch das Instrument of Accession, d. h. die Anschlusserklärung an Indien. Mayurbhanj wurde ab dem 9. November 1948 durch einen von der indischen Regierung ernannten Chief Administrator verwaltet und an Bihar angeschlossen. Am 1. Januar 1949 wurde es aufgrund von linguistisch-kulturellen Zugehörigkeiten Teil von Orissa (heute Odisha).